# Карлукско-хорезмийские языки
Карлу́кско-хорезми́йские языки (собственно карлукские) — группа тюркской языковой семьи.
В карлукско-хорезмийских языках пратюркское -d- отражается как -j-, также между историческими гласными переднего ряда как -ģ-. Отражение пратюркского -d- как -d- является результатом контактов с карлукско-уйгурскими. Разделение карлукских на карлукско-хорезмийские и карлукско-уйгурские предложено Н. А. Баскаковым. По альтернативной трактовке карлукско-уйгурские и карлукско-хорезмийские не разграничиваются или карлукско-уйгурские выводятся за пределы карлукских (все или частично) и фигурируют как уйгуро-огузские или уйгуро-тукюйские языки.
В классификации А. Н. Самойловича карлукско-хорезмийские языки объединяются с северноалтайскими под названием чагатайских.

## Состав
- хорезмско-тюркский † и чагатайский †
  - (?) караханидский и послекараханидский † — после замены языка -d/z- языком -j-
  - тюрки †

### Современные
- узбекский
- уйгурский (новоуйгурский)
  - айнийский
  - или-тюркский
  - лобнорский
  - хотанский
  - хотонский (†)